# Beständer
Als Beständer (auch Beständner oder Bestandinhaber) bezeichnete man Pächter oder Mieter eines Eigentums – typischerweise herrschaftlicher Güter, Höfe, Felder oder Mühlen – das sie gegen Zahlung eines jährlichen Zinses (siehe auch: Bestandzins) oder, im Falle kleiner Bauern, einer jährlichen Naturalabgabe in Besitz und zur Nutzung, als Erbbeständer auch in erblichem Besitz, aber nicht zu Eigentum halten konnten. Die Parteien eines Bestandvertrages waren der Eigentümer als Bestandgeber und der Pächter als Beständer. 

## Definition
Die Bezeichnung rührte daher, dass der Pächter eine Sache in seinem Bestand hatte. Der Beständer wurde in Anlehnung an Römisches Recht gelegentlich auch als „Colonus“ beziehungsweise „Kolone“ bezeichnet.
Der Beständer hatte, wenn dies nicht ausdrücklich untersagt war, das Recht zur sogenannten Afterbestandgabe und auch zur gänzlichen Übertragung seines Bestands an einen Dritten. Die Untersagung konnte sich auf einen oder mehrere Teile oder auf den gesamten Bestand beziehen. Eine gesamtheitliche Übertragung war an die vorausgehende Absichtserklärung des Beständers an den Bestandgeber gebunden, damit letzterer die Übertragung an jemanden, von dem er sich Nachteile befürchtete, untersagen konnte.
Die häufigste Art des Bestandvertrags war die der Verpachtung beziehungsweise die Übergabe zur Bewirtschaftung von Ackerflächen durch weltliche oder geistliche Grundherren an örtliche Kleinbauern. Bis zur Neuverpachtung blieben die Grundstücke meist im Bestand der Pächterfamilie. Der Pachtpreis war in Naturalien zu entrichten und belief sich zum Beispiel auf die jährliche Abgabe einer bestimmten Menge von Getreide.
Die Grundeigentümer ließen von Zeit zu Zeit neue Bestands- beziehungsweise Beständerverzeichnisse erstellen, um einen zeitnahen Überblick über ihre verpachteten Grundstücke und deren Beständer zu behalten.

## Jagdrecht
Der Begriff des Beständers hat sich im deutschen Jagdrecht erhalten und bezeichnet dort den Jagdherrn, das heißt den Eigentümer, Besitzer oder Pächter eines Jagdreviers.